# Bulgarien i olympiska sommarspelen 1952
Bulgarien deltog med 63 deltagare vid de olympiska sommarspelen 1952 i Helsingfors. Totalt vann de en bronsmedalj.

## Medalj

### Brons
- Boris Nikolov - Boxning, mellanvikt.